# Тартаковский, Михаил Гаврилович
Михаил Гаврилович Тартаковский (1867—1935) — русский и советский эпизоотолог, микробиолог и патологоанатом, магистр ветеринарных наук.

## Биография
Родился в 1867 году в Полтавской губернии. Окончил Дерптский ветеринарный институт (1890). Тартаковский владел научной литературой на четырёх иностранных языках (немецком, французском, английском и итальянском). Защитил диссертацию на степень магистра ветеринарных наук (1898). Начал специализироваться в области патологической анатомии и бактериологии в студенческие годы у профессора Е. М. Земмера.
Работал в различных медицинских и ветеринарных учреждениях:
- ассистент профессора Е. М. Земмера в Императорском институте экспериментальной медицины (1883);
- помощник заведующего эпизоотологическим отделом того же института (1884);
- заведующий особой противочумной лаборатории на форте Александр I в Кронштадте с момента её открытия (с 29 июля 1899 года по 20 января 1902 года)[3];
- избран совещательным членом ветеринарного комитета Министерства внутренних дел (в декабре 1900 года);
- непременный член (докладчик) Ветеринарного комитета (1902—1916);
- заведующий ветеринарно-бактериологической лабораторией Министерства внутренних дел (1902—1907);
- заведующий сельскохозяйственно-бактериологической лабораторией (1908—1917);
- совещательный член военно-ветеринарного комитета (1910—1917);
- председатель ветеринарного комитета (1916—1917);
- непременный член медицинского совета (1916—1917);
- заведующий отделом бактериологии (с 1917).

Директор института сравнительной патологии в Ленинграде (1923—1932), где при его участии был организован музей сравнительной патологии. Участвовал в работе научной экспедиции по борьбе с пневмонией крупного рогатого скота (с 1932). Был уволен с должности директора института и арестован (1933) по групповому делу, приговорён к пяти годам ссылки.
Умер предположительно в 1935 году в лагере для репрессированных.
Основные научные работы посвящены изучению чумы рогатого скота, чумы и тифа птиц, спирохетоза кур, сапа, эпизоотического лимфангита, вопросам бактериологической техники:
- К вопросу о восприимчивости верблюдов к чуме рогатого скота : Лит.-критич. очерк М. Г. Тартаковского, пом. зав. Эпизоотол. отд. Ин-та эксперим. медицины. — Санкт-Петербург : тип. М-ва вн. дел, 1897. — 12 с.
- Обзор Новейших работ о предохранительных прививках против чумы рогатого скота, СПБ. 1901;
- Итоги работы экспедиции по вопросам борьбы с перипневмонией, «Советская ветеринария», 1932, № 13—24.